# 伏尔泰号战列舰
伏尔泰号战列舰（法語：Voltaire）是6艘丹东级战列舰中第3艘建造的軍艦。本艦於1907年7月20日在濱海拉塞訥地中海冶金和造船廠放置龍骨，並在1911年8月1日於法國海軍服役，艦名來自於法國啟蒙運動時期著名人士伏爾泰。艦上的主要武器為4門305公釐45倍徑1906年型主砲，這些主砲配置於2座雙聯裝砲塔內。其推進系統由4組帕森式蒸汽渦輪發動機與26台貝爾維爾（Belleville）式鍋爐組成，航速可達19節（35每小時；22英里每小時）左右。
當第一次世界大戰於1914年8月爆發時，伏爾泰號曾於西西里海峽嘗試搜尋德艦格本号與布雷斯勞號，但最後無功而返。幾個月後，伏爾泰號隨英法聯軍艦隊航往亞得里亞海，並在安提瓦里海戰中，協助聯軍擊沉奧匈帝國海軍的澤塔號防護巡洋艦。隨後，伏爾泰號在奧特朗托海峽與達達尼爾海峽執行巡航任務，防止同盟國艦隊突破地中海防線。1918年10月，伏爾泰號在途經米洛斯島一帶海域時，遭德國UB-48號潛艇的2枚魚雷擊中。儘管受到重創，但伏爾泰號仍有能力航行到米洛斯島進行臨時維修。一次大戰後，伏爾泰號曾於1923年至1925年期間作現代化改裝，但其後很快轉為訓練艦使用。因艦體性能不足以應付當代作戰需要，法國海軍於1935年將伏爾泰號除籍，並將其拖至基伯龍灣鑿沉，當永久靶艦用；艦體殘骸於直至1950年3月時才拆解。

## 設計

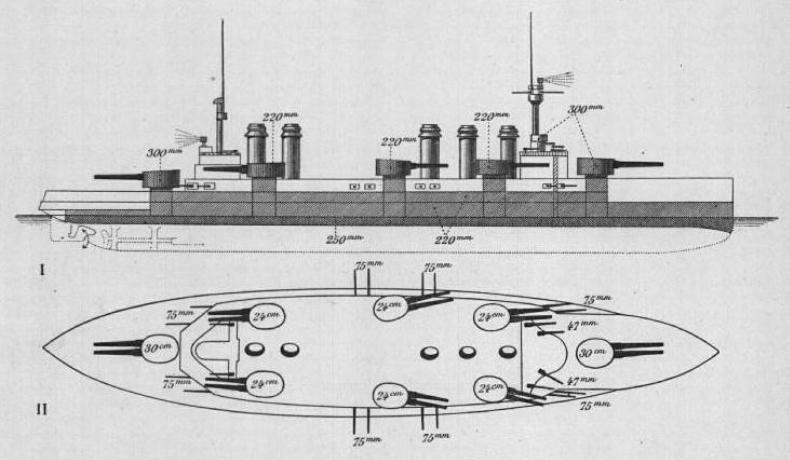
丹東級描繪圖。

伏尔泰号全長146.6（481英尺0英寸）、舰宽25.8（84英尺8英寸）、最大載重下吃水深度為9.2（30英尺2英寸）、滿載排水量19,736公噸（19,424長噸；21,755短噸）、艦上可容納681名人員。伏尔泰号的推進系統由4組帕森式蒸汽渦輪發動機與26台鍋爐組成，可為艦艇提供22,500匹軸馬力（16,800千瓦特），使本艦的航速可達19節（35每小時；22英里每小時）左右。不過在海試時，伏尔泰号的最高航速曾達到20.7節（38.3每小時；23.8英里每小時）。在鍋爐型號上，伏尔泰号上使用的是貝爾維爾（Belleville）式鍋爐，與其使用同一型號的同型艦還有丹東號及米拉波號。出航時，艦上可攜帶2,027公噸（1,995長噸；2,234短噸）的燃煤，供給艦艇在10節（19每小時；12英里每小時）航速下，可到達3,370英里（2,930海里）遠的巡航半徑。
武器配置上，伏尔泰号的主要武器由4門305公釐45倍徑1906年型主砲組成，這些主砲配置於2座雙聯裝砲塔內，而這2座砲塔分別安裝在前甲板與後甲板的船艛建築上方。次要武器方面，12門240公釐50倍徑1902年型主砲配置在6座雙聯裝砲塔內，每邊船側分別各安裝3座砲塔。艦上16門75（3.0英寸）口徑施耐德1908年型火砲與10門哈其開斯47（1.9英寸）口徑火砲構成艦上防禦敵魚雷艇的重要武器；另在船體水線下區域配有2組450（17.7英寸）口徑魚雷管。本艦的水線裝甲帶厚度為270（10.6英寸），主砲與司令塔側面由300（11.8英寸）厚的裝甲保護。

### 戰時改裝
第一次世界大戰期間，伏尔泰号與其他同型艦一同進行改裝，此次改裝將艦艇前方2座240（9.4英寸）口徑砲塔的頂部加裝75（3.0英寸）口徑防空砲；為了確保能施放風箏式氣球，主桅杆高度於1918年期間改低；240（9.4英寸）口徑火砲的仰角也在這次改裝中提高，火砲射程增至18,000（20,000碼）。

## 服役歷程

### 一次大戰前

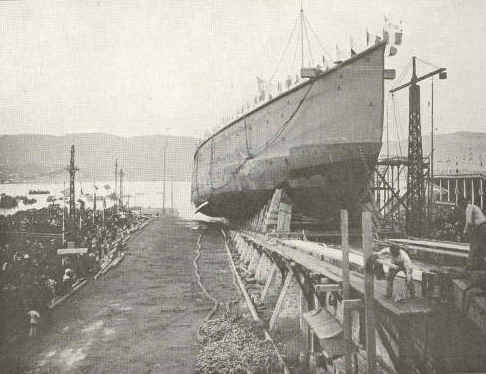
下水時的伏尔泰号战列舰。

伏爾泰號在1906年12月26日下單，隨後於1907年7月20日在濱海拉塞訥地中海冶金和造船廠放置龍骨。1909年1月16日，本艦正式下水；經歷4年的總建造時間後，終於在1911年8月1日正式服役。法國海軍最初將伏爾泰號分派至法國地中海艦隊第1分艦隊第2總隊。在1913年5月至6月期間，伏爾泰號隨艦隊參與從普羅旺斯到突尼西亞航道上的艦隊演習。之後於1913年6月7日參與法國總統雷蒙·普恩加萊的海上閱兵典禮。1913年10月至12月期間，伏爾泰號隨第2總隊巡迴地中海東部海域，並在1914年5月參與在地中海舉行的大規模艦隊演習。

### 一次大戰期間

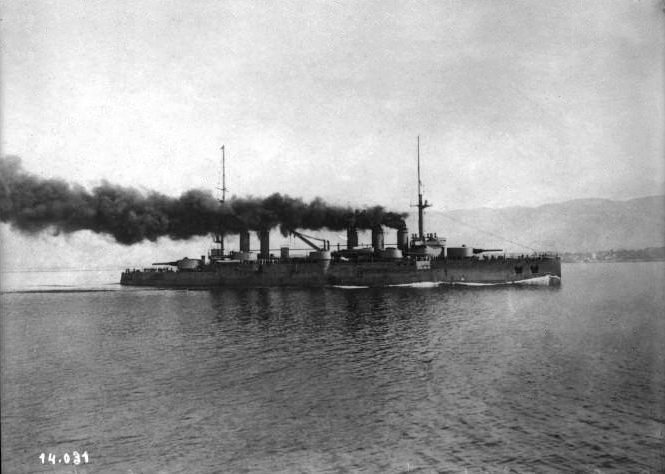
航行中的伏尔泰号战列舰。

當第一次世界大戰爆發後，伏爾泰號在1914年8月期間奉命至西西里海峽阻止德國海軍格本号大巡洋舰與布雷斯勞號小巡洋艦從西側突破地中海防線。為了阻止奧匈帝國海軍擴張，海軍中將奧古斯丁·布韋·德·拉佩雷爾於8月16日將伏爾泰號及其所有同型艦一同納入英法聯軍地中海艦隊，並指揮艦隊直接前往亞得里亞海。聯軍艦隊後來於巴尔遇到正在執行封鎖蒙特內哥羅王國任務的奧匈帝國海軍艦艇澤塔號防護巡洋艦與烏蘭號驅逐艦，遂爆發安提瓦里海戰。在這場海戰中，澤塔號遭到聯軍艦隊集體砲轟而沉沒，卻讓烏蘭號成功地逃脫。隨後，伏爾泰號參加數次在亞得里亞海域的海上襲擊任務，接著前往愛奧尼亞群島海域執行巡邏任務。從1914年12月到1916年期間，本艦前往科孚島支援奧特朗托封鎖線。為了確保希臘王國能默許協約國部隊在馬其頓的軍事行動，伏爾泰號於1916年12月1日參與十一月事件，並與米拉波號前往雅典支援聯軍陸上部隊。自1917年開始，伏爾泰號駐防在穆茲羅斯，阻止德艦戈本號突破地中海防線，直至1918年4月為止才結束任務。
本艦於1918年5月至10月間前往土倫進行大修，在10月10日檢修完後準備返回穆茲羅斯；但在途經米洛斯島時遭德國UB-48号潜艇的2枚魚雷擊中。儘管伏爾泰號仍有能力航行到米洛斯島進行臨時維修，但最終仍轉至比塞大進行大修。

### 一次大戰後
伏爾泰號經歷大修後，在1919年返回土倫。1922年至1925年期間，法國海軍開始將伏爾泰號及其同型艦逐步進行現代化改裝作業。考量到軍艦在戰時遭受魚雷襲擊的經驗，法國海軍於此次改裝中同時加強艦體水下防護部分。因艦體性能不足，本艦於1927年轉為訓練艦，並在1937年3月17日列為廢船。法國海軍在1938年5月31日將伏爾泰號當作永久靶艦，並在基伯龍灣將其鑿沉，艦體殘骸於1949年12月售出，於1950年3月時拆解。